# Humayra Abedin
Humayra Abedin, née le 2 mars 1976, est une docteur en médecine bangladaise qui a travaillé pour le Service national de santé (en) au Royaume-Uni et est devenu une cause célèbre après que ses parents aient tenté de la forcer à se marier et l'aient gardée en captivité jusqu'à ce qu'elle soit libérée par décision de justice.

## Éducation et carrière
Abedin est né et a grandi à Dacca, au Bangladesh. Elle est la seule enfant de ses parents, Mohammad Joynal Abedin, (né en 1932), un homme d'affaires à la retraite qui possédait à l'époque une usine de vêtements et plusieurs magasins, et la Bégum Sofia Kamal, (née en 1941), une femme au foyer,.
En septembre 2002, elle est allée en Angleterre pour suivre un master en santé publique à l'université de Leeds,. En 2008, elle a suivi une formation de médecin généraliste à l'hôpital universitaire Whipps Cross (en), dans l'est de Londres. Elle s'est installée à Londres et suivait une formation pour devenir médecin dans un cabinet de médecins généralistes de l'est de Londres.

## Affaire juridique
La famille musulmane d'Abedin s'est mise en colère après avoir appris qu'elle avait une relation à long terme avec un Bangladais, rencontré à Londres, qui travaillait comme ingénieur en informatique,.
Depuis mai 2008, sa famille a tenté à plusieurs reprises de l'éloigner de lui et de la forcer à se marier.
Fin juin 2008, la police métropolitaine a lancé une enquête, après qu'elle a été retenue captive dans son appartement par sa mère et son oncle, qui lui ont rendu visite pendant plusieurs jours. Son cas avait également été pris en charge par Interpol.
En août 2008, sa famille l'a convaincue de retourner au Bangladesh en affirmant que sa mère était gravement malade. Ils ont alors caché son passeport et son billet d'avion, et la retiennent captive à partir du 5 août.
Le 13 août, Abedin a été emmenée de la maison familiale à une ambulance, conduite à une clinique privée, où on lui a donné des médicaments et où elle est restée jusqu'au 5 novembre,.
Après avoir réussi à faire passer des messages à ses amis pour leur dire qu'elle était retenue contre sa volonté,, une série de démarches juridiques ont été entreprises en son nom. Abedin a demandé à ses avocats d'annuler le mariage en son nom,.
En décembre 2008, après que sa famille a ignoré les ordres de la haute cour du Bangladesh de traduire Abedin en justice. Le 5 décembre 2008, la haute cour a rendu une ordonnance en vertu de la loi sur le mariage forcé, qui rend illégal le fait de contraindre quelqu'un à se marier contre son gré. On pense que c'est la première fois que cette loi est utilisée pour aider un ressortissant bangladais qui vivait à l'étranger,.
Le 14 décembre 2008, deux juges ont décidé qu'elle devait rester en détention dans un tribunal de Dacca jusqu'à son retour en Grande-Bretagne. Abedin s'est alors enfuie de Dacca pour Londres. Le 16 décembre 2008, elle est arrivée au Royaume-Uni.
Le 19 décembre 2008, elle a obtenu la protection de la Haute Cour contre toute nouvelle tentative de l'expulser du Royaume-Uni. Des injonctions ont été émises contre les parents d'Abedin, un oncle paternel et l'homme qu'elle aurait été forcée d'épouser. D'autres injonctions ont été accordées pour protéger et empêcher qu'Abedin ne soit à nouveau expulsée du Royaume-Uni. Abedin a refusé de porter plainte contre ses parents,,.